# Курица
Ку́рица, или дома́шняя ку́рица (вид лат. Gallus gallus, подвид Gallus gallus domesticus, иногда — Gallus domesticus; самец — пету́х, птенцы — цыпля́та) — самая многочисленная и распространённая домашняя птица, а в XXI веке — самый многочисленный на Земле вид птиц. Их разводят ради получения мяса и яиц; кроме того, от них получают перья и пух.
Курица является одомашненной формой банкивской джунглевой курицы. Летает она плохо, недалеко, но при этом хорошо и быстро бегает. За длительную историю одомашнивания человеком выведено большое количество разнообразных пород кур. Они принадлежат к числу наиболее полезных и выдающихся по своей продуктивности домашних птиц. Согласно Далю, в русском языке встречаются такие названия этой птицы: «ку́ра, ку́рита, ку́рета, ку́рка, ку́рочка».
Вопреки распространенному мнению, курица — не глупая птица. Исследования показали, что они умеют считать, имеют язык и неплохо общаются между собой. Жизнь кур ещё во многом плохо изучена.

## Происхождение слова
Слово «курица» — общеславянское (индоевропейское) по происхождению. Образовано с помощью суффикса от кура или куръ «петух» — от звукоподражания ку (сравните «кукарекать»).

## Происхождение и история одомашнивания

### Дикие предки
В соответствии с монофилетической точкой зрения, домашние куры произошли от одного вида — диких банкивских джунглевых кур (Gallus gallus), обитающих во влажных лесах Юго-Восточной Азии от Индии до Филиппин. Генетический дрейф между ними невелик; банкивская джунглевая курица и домашняя курица и в настоящее время могут скрещиваться и дают жизнеспособное потомство.
Помимо банкивской, или красной, джунглевой курицы в род гребенчатых кур (Gallus) входят ещё три вида: серая джунглевая курица (G. sonneratii), цейлонская джунглевая курица (G. lafayettei) и зелёная джунглевая курица (G. varius). Дикие представители рода населяют территорию Индии, Индокитая, Южного Китая, Индонезии и Филиппин. Согласно полифилетической теории, какие-то из этих видов также могли принимать участие в формировании современных домашних кур.

### Время и центры одомашнивания
Точное место и время доместикации кур остается неизвестным. Предположительно это произошло на территории Таиланда, где обитают наиболее близкие по геному дикие куры.
Ранние свидетельства, на которые опирался в своих трудах и Чарлз Дарвин, указывали на одомашнивание курицы в районе Индии около 2000 лет до н. э. Более поздние исследователи утверждали, что это могло произойти около 3200 лет до н. э. и даже ранее в другом регионе Азии. В настоящее время накоплено немало фактов, свидетельствующих о более древней истории одомашнивания кур — 6000—8000 лет до н. э. — в Юго-Восточной Азии и Китае. На основании исследований митохондриальной ДНК было сделано предположение, что предки современных кур были одомашнены около 3500 лет до н. э. в азиатском регионе. Кроме того, анализ митохондриальной ДНК показал наличие трёх родственных гаплогрупп среди одомашненных птиц: гаплогруппа Е (подавляющее большинство домашних кур, распространённых в мире), гаплогруппа D (распространены в районе Тихого океана) и гаплогруппа В (в Юго-Восточной Азии).

### Распространение кур в древности
Древнейшие кости кур возрастом 5300-5400 г. до н. э. найдены в провинции Хэбэй на северо-востоке Китая, причём это были домашние куры, привезённые из других мест, поскольку для диких там был неподходящий климат.
В Древнем Египте изображения кур появились не ранее середины второго тысячелетия до н. э., в частности, в гробнице Тутанхамона (датируется около 1350 года до н. э.). В 900—800 годах до н. э. первые куры появились в Эфиопии. Останки цыплят из Буто в Египте датируются 685—525 годами до нашей эры. Чуть раньше куры появились на Ближнем Востоке. В Грецию они попали с началом античной эпохи, а оттуда распространились по всей Европе. В Афинах Диоген Синопский ощипал курицу в ответ на утверждение Платона, что человек — это двуногое без перьев.
Евангелия упоминают о разведении кур в Иудее в новозаветные времена — (Иисус Христос предрёк Петру, что тот трижды отречётся, прежде чем пропоёт петух — Мф. 26:34). «Иллюстрированная полная популярная Библейская энциклопедия» (1891) давала на этот счёт следующую информацию:

Курица, петух — домашняя, общеизвестная птица. Во время земной жизни Господа Иисуса Христа куры составляли довольно распространённую домашнюю птицу в Иудее, что отчасти видно из Евангелия. Отсюда и яйцо в Новом Завете встречается как обыкновенное средство питания (Лк. 11:12). О пении петуха во время отречения апостола Петра от Господа свидетельствуют все евангелисты (Мф. 26:34, 75, Мк. 14:30, 68, 72, Лк. 22:34, Ин. 13:38). Определять ночное время по пению петухов было делом общеизвестным (Мк. 13:35). На отличительные черты характера курицы-наседки, как нежной и попечительной матери к своим птенцам, указывает сам Спаситель в следующих трогательных словах, обращенных к Иерусалиму: «Иерусалим, Иерусалим… сколько раз хотел Я собрать детей твоих, как, птица (кокошь) собирает птенцов своих под крылья, и вы не захотели» (Мф. 23—37).

### Куры в современности
В начале XXI века глобальная популяция домашних кур составляет около 22 млрд особей, курица стала самым многочисленным видом не только птиц, но сухопутных позвоночных в целом. Ежегодно люди выращивают и съедают около 60 млрд кур.
Согласно Игорю Акимушкину, в 1989 году содержалось более 3 миллиардов кур во всем мире.

## Породы
В мире существует множество пород кур, различных по виду, окраске, особенностям разведения и направлению использования. У различных пород яйца имеют разный цвет, например: белый, коричневый, зелёный, голубой, красный, они активно употребляются в кулинарии. В настоящее время[когда?]

 в европейском стандарте по птицеводству числятся около 180 пород кур. Однако в целом на Земле их гораздо больше.
С хозяйственной точки зрения и по характеру основной продукции породы можно разделить на следующие главные группы:
- яичные породы (отличающиеся яйценоскостью кур),
- общепользовательные (мясо-яичные породы),
- мясные породы (преимущественно мясные куры, включая бройлерных, весом более 4 кг),
- декоративные породы (содержащиеся для эстетических целей, главной особенностью которых является внешний вид),
- бойцовые (специально для петушиных боёв).

Породы этих направлений имеют конституциональные и экстерьерные особенности. Яичные куры — небольшого размера, быстро растут, рано созревают. Куры мясо-яичных пород крупнее, с хорошо развитыми мышцами, менее скороспелы. Кроме того, ранее отличали породы, замечательные своей выносливостью, способностью к насиживанию и с большим ростом и весом.
К давно известным яичным породам и кроссам принадлежат: Итальянская, леггорн, доминант, ломан браун, русская белая и другие.
К моменту организации крупных птицеводческих хозяйств (1920-е — 1930-е годы) породы птиц стали классифицировать по тому или иному принципу; например, М. Ф. Иванов предложил классификацию основных пород птицы с учётом географического признака.
Большинство из прежних пород кур, кроме леггорна, утратили своё значение в условиях современного крупномасштабного производства яиц. В мелких частных хозяйствах эти и некоторые другие из ненасиживающих пород требуют большого пространства для прогулок и хороших отапливаемых зимой помещений. Многие из них несутся в году в течение 10 месяцев. Годовое количество положенных ими яиц достигает до 250 и более; основное количество снесённых яиц приходится на весну и лето.
В промышленном птицеводстве, включающем мясную промышленность и производство яиц, используются гибридные породы и кроссы кур. При этом основными задачами племенной работы с курами являются выведение специализированных яйценоских и мясных линий, испытание их на сочетаемость и скрещивание для получения гибридных несушек и бройлеров.

## Внешний вид
Куры весят от 1,5 до 6-7 кг в зависимости от породы. При этом самцы обычно тяжелее самок: разница в массе может составлять до 1 кг. Кроме того, существуют карликовые породы — от 500 г до 1,2 кг.

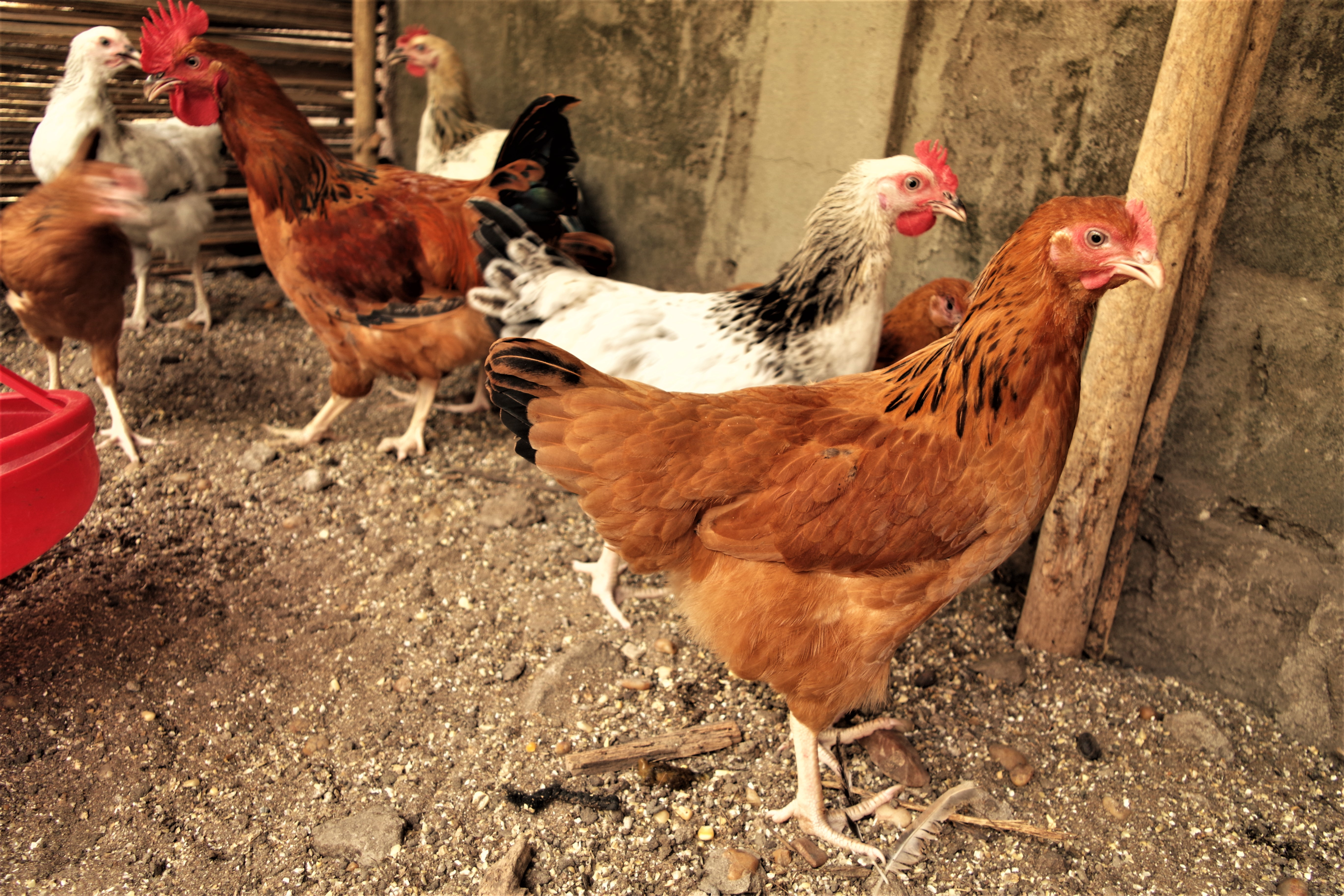
Куры и петух (с большим гребнем) сзади

У кур ярко выражен половой диморфизм. Мужские особи отличаются от женских в первую очередь ярким оперением, которое особо выделяется на длинном пышном хвосте и шее. У петухов в нижней части плюсны образуются костные выросты — шпоры. И курица, и петух имеют на голове отчётливо различимую бородку и гребень. Они являются органами терморегуляции и позволяют перенаправлять кровоток к коже. В большинстве случаев гребень у петуха больше, чем у курицы. Различают гребни: листовидный (с несколькими зубцами), розовидный, стручковидный и других форм. У цыплят имеются менее выраженные гребень и бородка телесного цвета. Клюв слегка изогнутый. Окраска клюва и плюсны у большинства пород одинаковая: жёлтая, бело-розовая, чёрная и др. Цвет оперения разнообразный.

## Содержание и поведение

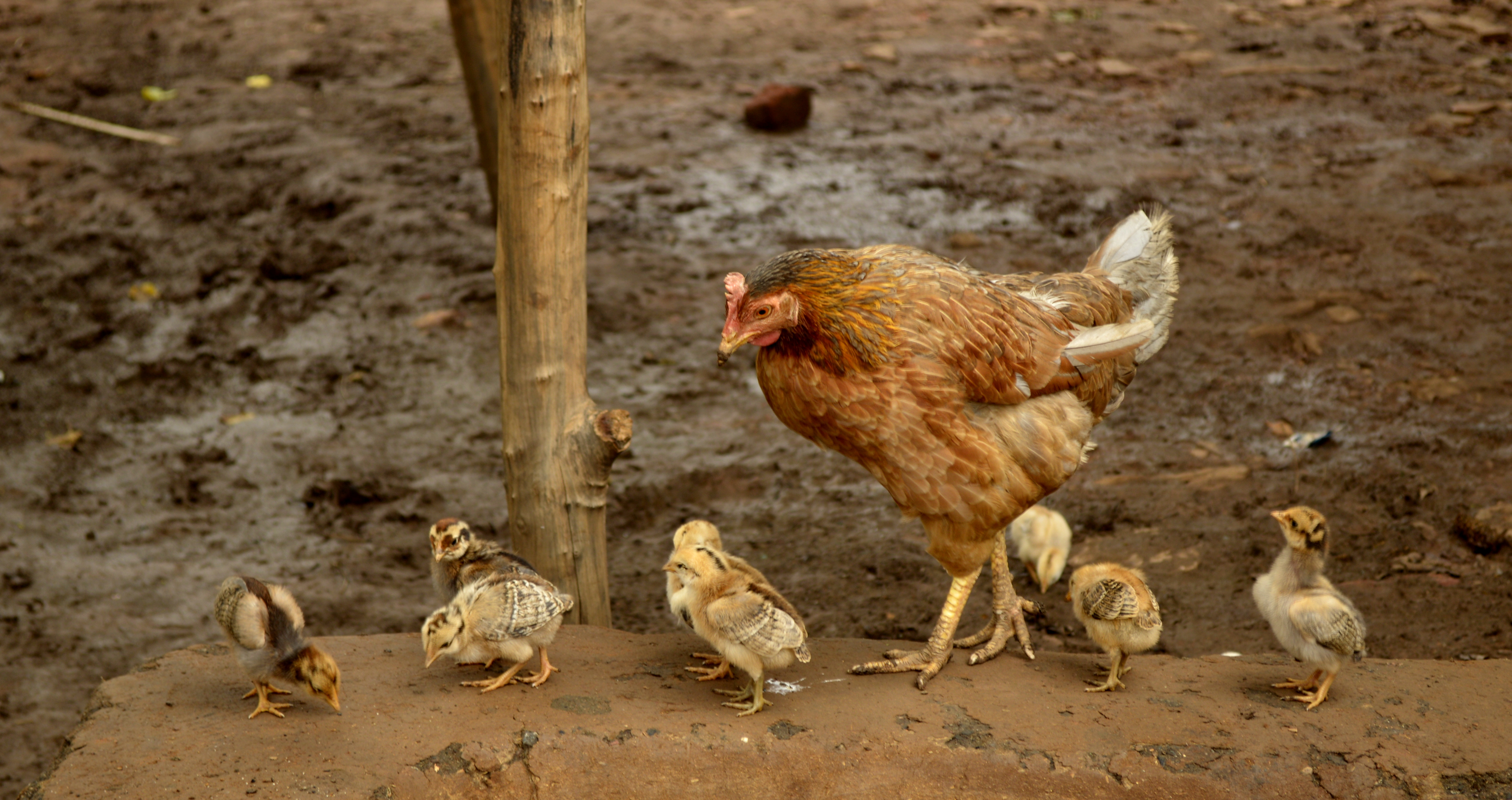
Курица с цыплятами

Большинство кур довольствуется незначительным пространством для помещения и прогулок. Не будучи очень чувствительными к неблагоприятным условиям погоды, они большей частью хорошо зимуют в простых сараях и хлевах. В условиях промышленного птицеводства кур содержат в птичниках (на полу или в клетках).
Среди кур возможны случаи каннибализма, если любопытная птица начинает клевать затянувшуюся рану другой особи, а также при стрессе в связи с переполненностью курятников и при недостатке в рационе белков, метионина и определённых микроэлементов (в частности, серы). В промышленном производстве в целях предотвращения подобных происшествий (каннибализма, расклёва) и для повышения потребляемости корма применяется метод обрезания клюва (⅔ верхней и ⅓ нижней половины). Этот процесс (дебикирование) является болезненным для кур, поскольку их клюв пронизан тонкими нервными окончаниями.
Домашняя курица обладает десятком звуковых сигналов. Сигнал тревоги чётко различает воздушного и наземного врага. Сигнал тревоги от первого — протяжный слитный крик, а сигнал тревоги от второго — дробный крик.
Цыплёнок, находясь в яйце, за несколько дней до вылупления начинает звуковое общение с наседкой, используя для этого около десятка сигналов, например:
- Сигнал «пусти меня» — резкий звук, напоминающий писк только что вылупившегося цыплёнка, если его берут на руки.
- Сигнал удовольствия — высокий чирикающий звук, которым птенец из яйца реагирует на успокоительное квохтанье курицы или на её сигнал в связи с появлением пищи.
- Сигнал угнездования — ищущий и тревожный звук, издаваемый из яйца, выражающий желание птенца угнездиться под крылом матери. Курица реагирует на него квохтаньем или движениями, чем успокаивает.
- Сигнал тревоги — высокий писк, ответ яйца на тревожный предупредительный сигнал курицы о появлении врагов.

Курица может старательно высиживать утиные или гусиные яйца.

## Интеллект

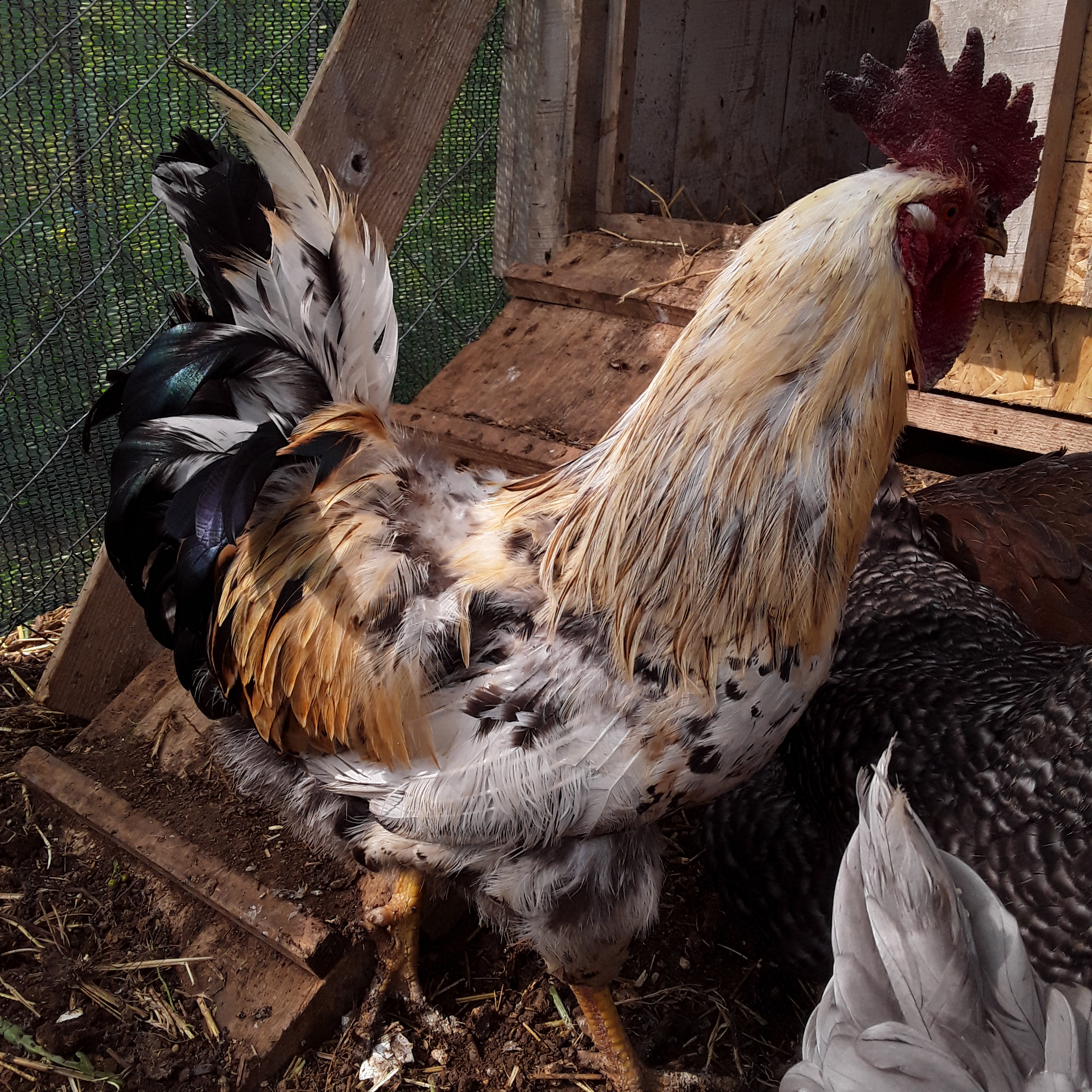
Доминирующий петух

Кур часто считают глупыми птицами, неспособными сопереживать друг другу.
Однако проведенные в 2015 году исследования показывают, что куры обладают рядом следующих мыслительных способностей: они умеют считать, обладают степенью самосознания и манипулируют друг другом. Кроме того, курам свойственна сложная система социальных отношений. Если в стаде несколько петухов, один из них доминирующий. Если петух найдет источник пищи, он издает характерные звуки и «танцует». Не доминирующие петухи не издают звуки, а лишь делают характерные движения.
У кур есть важнейшая особенность: у них есть свой язык, состоящий из более чем 30 звуковых сигналов. Когда курица (или петух) найдет богатый источник пищи, она призывает кур разделить трапезу.
Кроме того, куры запоминают до 100 лиц и легко обучаются. Куры (и даже цыплята) могут с рождения воспринимать трёхмерное пространство.
Куры способны помнить траекторию мяча, когда они его видят, 3 минуты и до минуты, если не видят; в этой области их достижения сравнимы с большинством приматов.
Лори Марино из центра защиты животных «Киммела» в Кэнабе (США, штат Юта) на базе материалов многочисленных исследований составила научный обзор на тему восприятия у кур, опубликованный в январе 2017 года. По её заключению, куры вовсе не настолько бестолковы и глупы, как полагают многие люди.

### Способности цыплят к счету

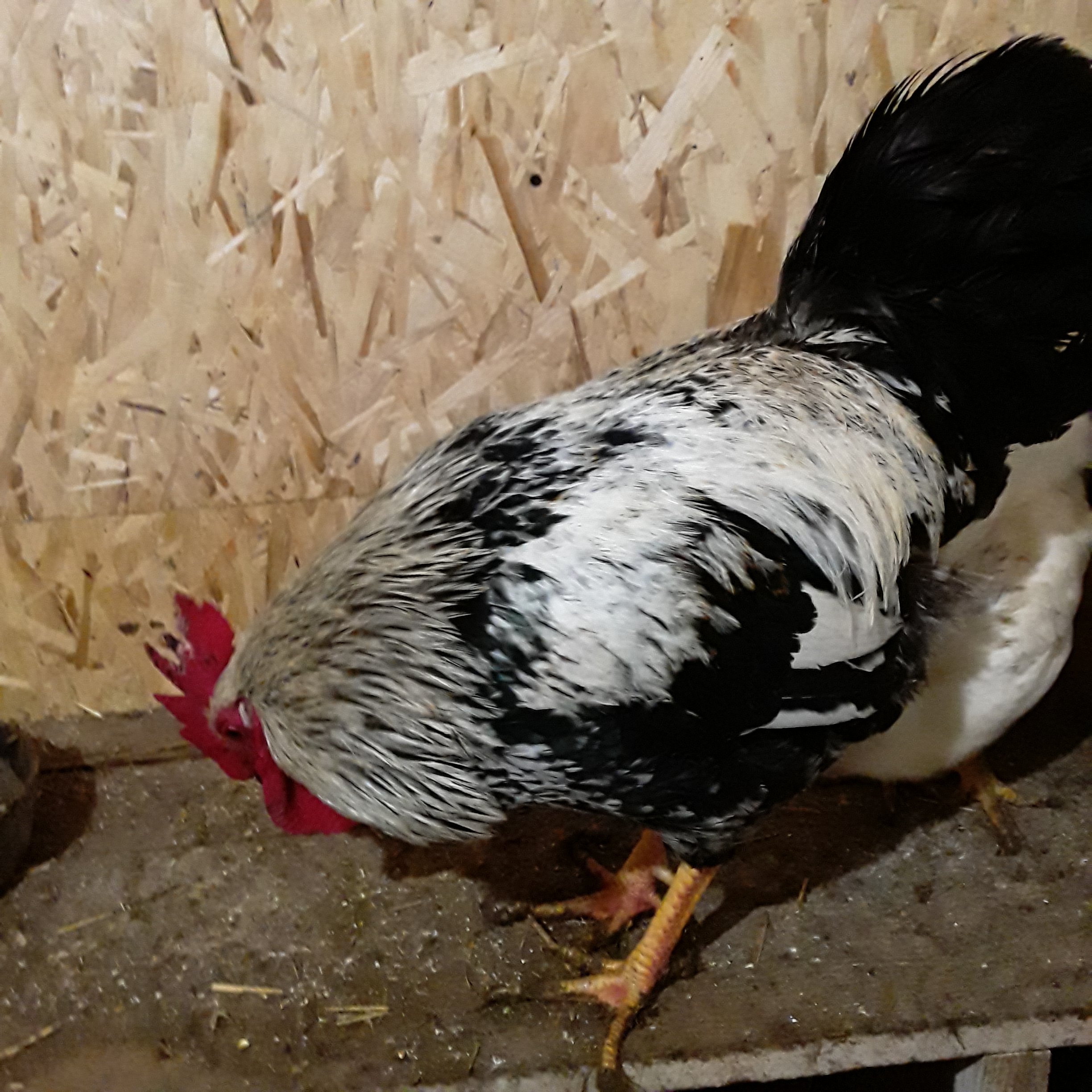
Не доминирующий петух

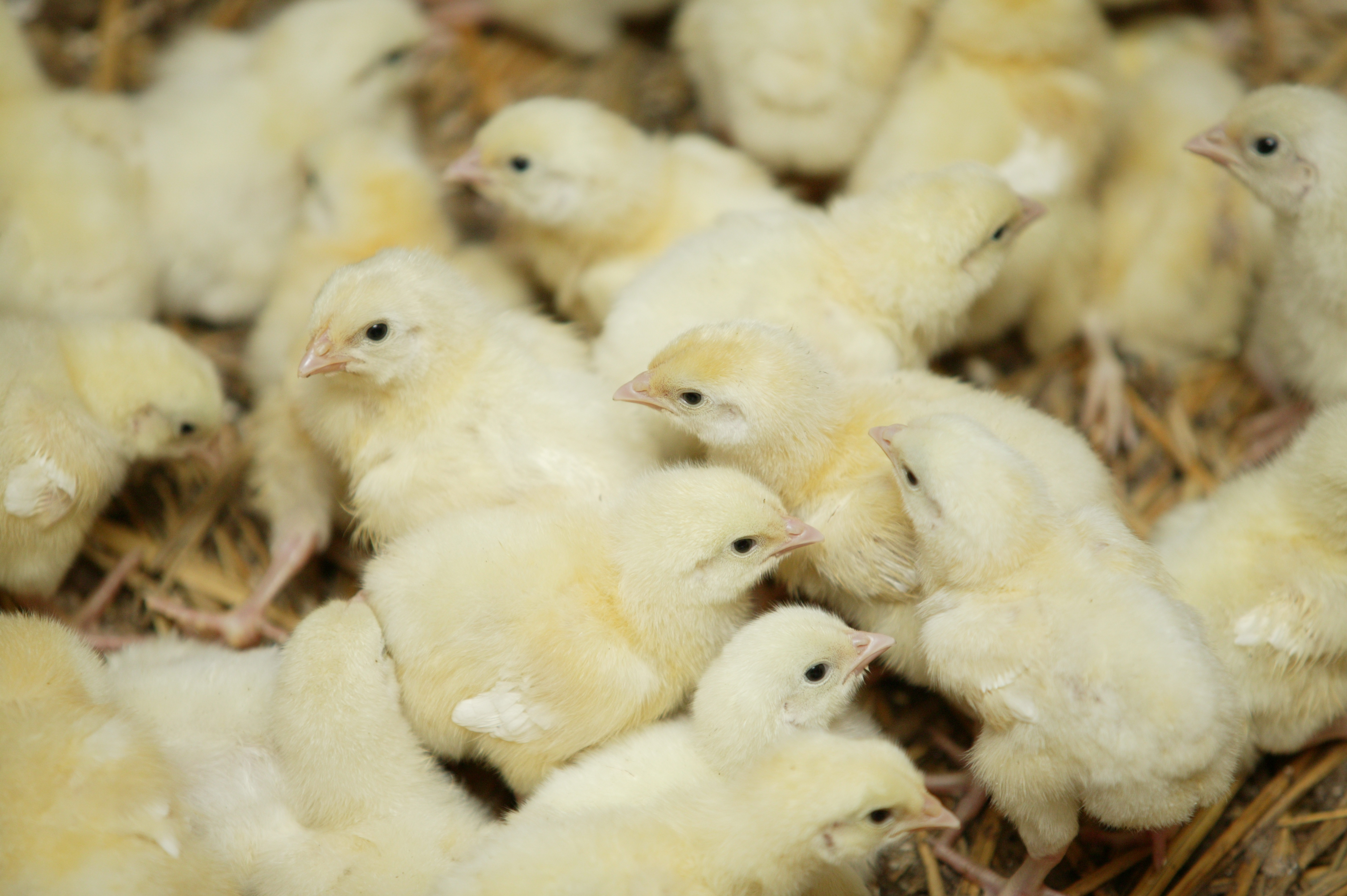
Цыплята

Исследование Розы Ругани и её коллег из Падуанского университета (Италия) показало, что только что вылупившиеся цыплята умеют считать и даже выполнять арифметические действия.
Когда цыплята вылупились из яйца, перед ними лежало пять пластиковых контейнеров. Через несколько дней исследователи спрятали за ширму с одной стороны 3 контейнера, а с другой — 2. И цыплята подходили к той стороне, где лежало большее количество предметов.
После этого был проведен эксперимент по проверке способностей цыплят к запоминанию, а также сложению и вычитанию: спрятав предметы за двумя ширмами, ученые начали на глазах у цыплят переносить их из-за одной ширмы за другую. Цыплята следили за количеством предметов за каждой ширмой и чаще подходили к той ширме, за которой лежало большее количество контейнеров.

### Сила воли
Также куры способны мысленно путешествовать во времени, то есть птицы представляли себе, что произойдет через некоторое время. Это видно в другом, более раннем исследовании: куры могли клюнуть одну из кнопок, чтобы получить кратковременный доступ к пище после двухсекундной задержки, или вторую, которая открывала кормушку на длительное время, но через шесть секунд. Куры нажимали на кнопку, которая открывалась позже. То есть куры проявляли силу воли — некоторые биологи считают, что это указывает на степень самосознания.

### Эмпатия у кур
Джоанна Эдгар из Бристольского университета (Великобритания) и её коллеги изучали реакцию кур на обдувание их цыплят воздухом. Курам до того дали убедиться, что эта процедура причиняет лёгкий дискомфорт. Когда на цыплят направляли струю воздуха, у кур учащалось сердцебиение и они чаще звали цыплят к себе, однако, если воздухом дули на пустое место, куры были спокойны.
В другом эксперименте куры научились отличать по цвету «опасную» коробку, в которой был неприятный поток воздуха, от «безопасной», где кур не обдували. При этом куры беспокоились и тогда, когда цыплят помещали в «опасную» коробку, но не причиняли им дискомфорта. То есть, куры могут реагировать на потенциальный дискомфорт цыплят, опираясь на собственный опыт, а не просто на признаки недовольства у молодняка.
По словам Эдгар, эксперименты ещё не завершены. Ещё не понятно, является ли это признаком эмоционального отклика или же просто сродни возбуждению или интересу.

## Питание и кормление
Согласно с устройством куриного желудка, корм, употребляемый курами, должен отличаться малым объёмом и интенсивностью. Куры всеядны: они питаются мелкими семенами, травами и листьями, червями, насекомыми и даже мелкими позвоночными.

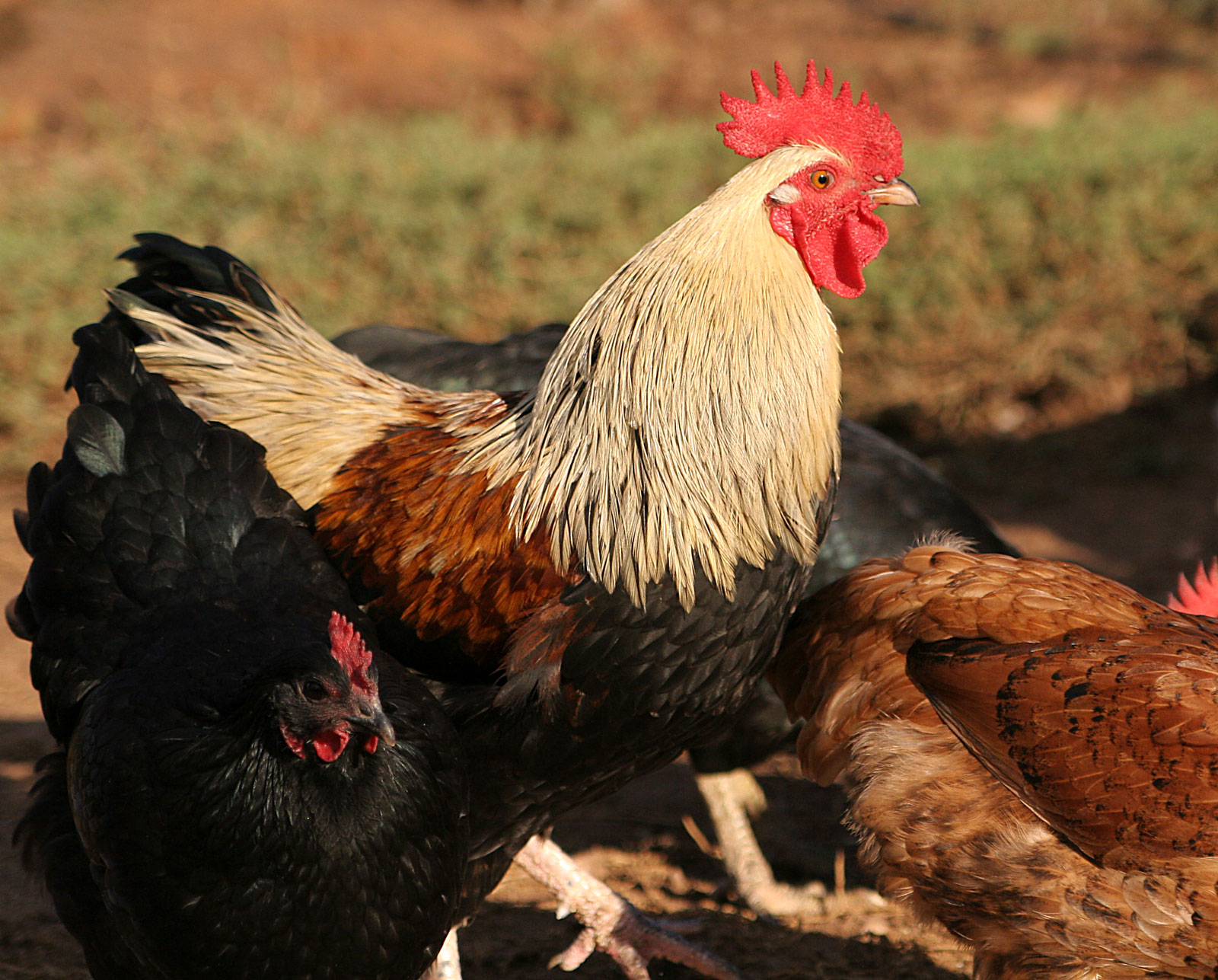

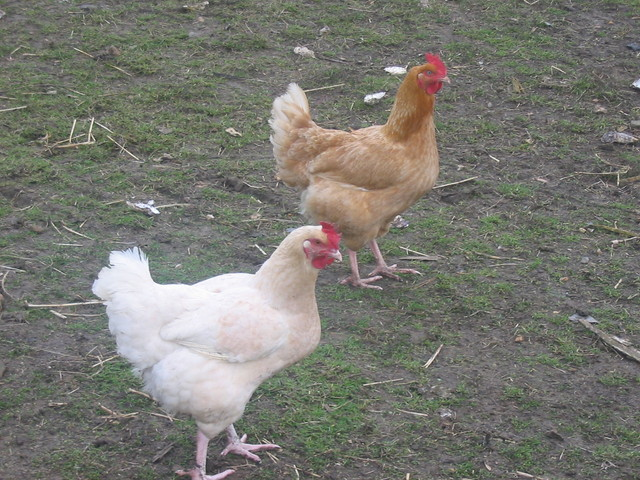
Куры на выгуле

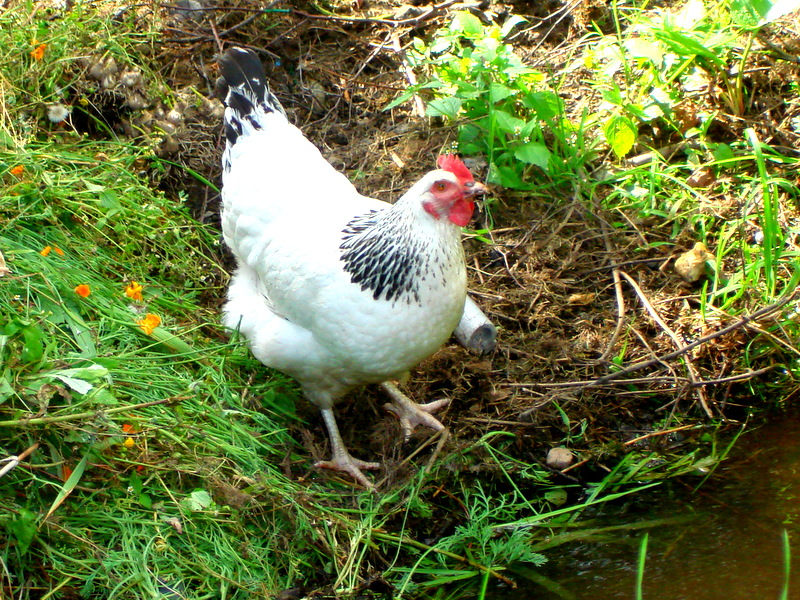
Курица у ручья

В домашних хозяйствах основным кормом курам служат разные виды зерновых, из которых овёс, ячмень, гречиха и просо наиболее употребительны. Ими можно кормить кур в течение целого года без вреда для их здоровья и продуктивности. Часто куры роют землю в поисках крупных насекомых, личинок и семян. Прибавка к зерновому корму в небольшом количестве зелени и животной пищи (в прошлом, например, конины, сушёных майских жуков), когда птицы не выгуливаются и не могут отыскивать червей и клевать травы самостоятельно, полезна: она увеличивает яйценоскость. Исключительно травяной корм (в начале лета, когда ещё не поспели семена) или корм с большой добавкой мяса (который дают некоторые куроводы) ослабляет организм, и яйца от таких кур негодны для насиживания. При любом корме курам необходимо давать песок и мелкие камешки, преимущественно известковые. Вероятно, они делают содержимое желудка пористым и облегчают таким образом пищеварение, отчасти растворяются и идут на постройку скорлупы и скелета. В дореволюционной России (до 1917 года) для корма кур рекомендовали искусственные лепёшки из разной муки, замешиваемой на молоке с примесью сала, но они не вошли в употребление (по дороговизне).

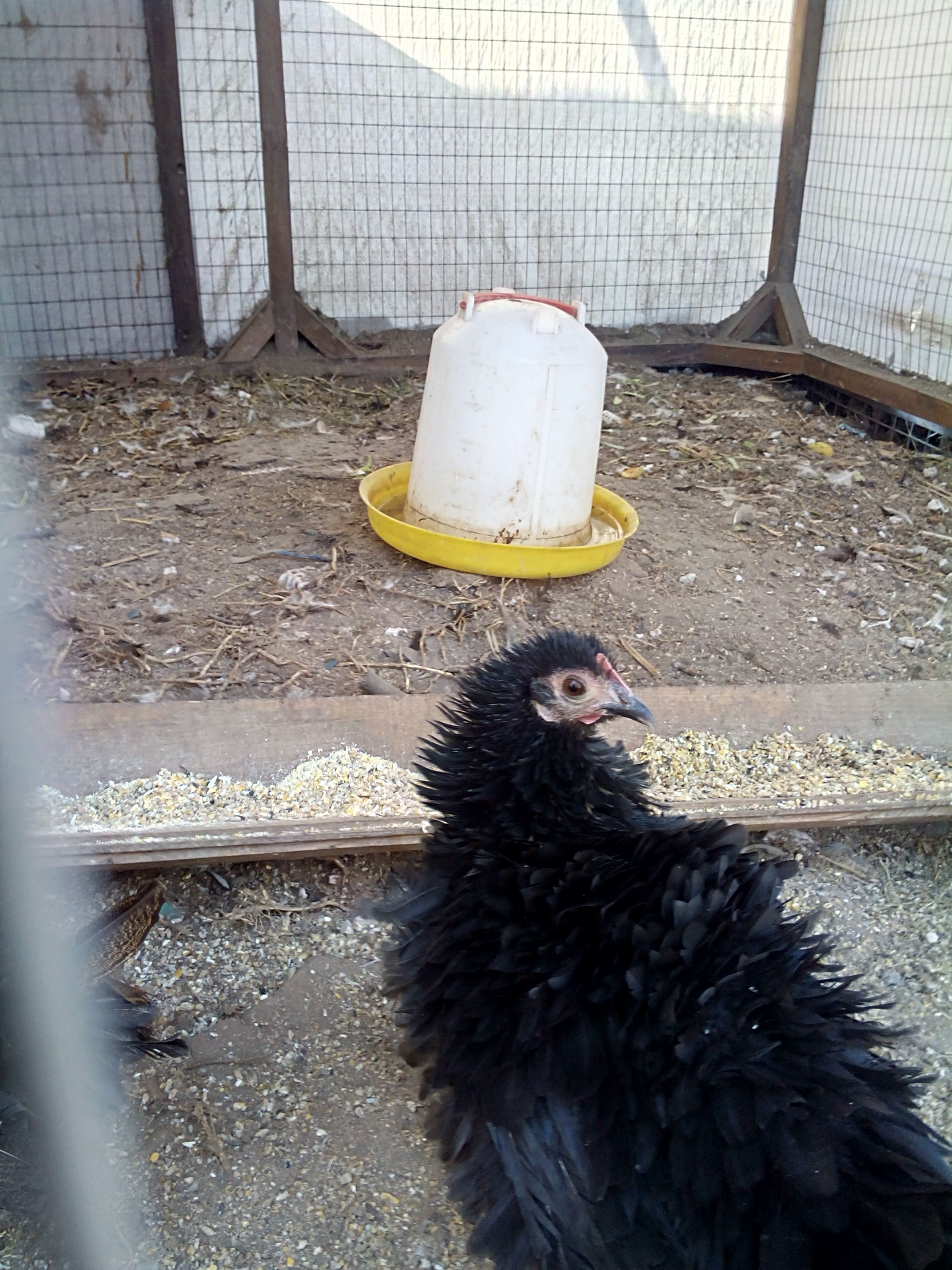
Кормление кур

Куры крупных пород требуют корма менее, чем средние и мелкие. Постоянную норму установить нельзя (зимой более, чем летом на свободе); считают в среднем около 85 г зерна на голову достаточным.
Зимой корм даётся два раза: утром и вечером, летом один раз. Частое кормление, в связи с большим разнообразием кормов, делает кур прихотливыми, требовательными и располагает их к ожирению.
В промышленных условиях куры обычно питаются специализированными кормами, в которые добавляют белки и зерновые культуры. В рацион включают зерно 2—3 видов — кукурузу, ячмень и др. (65—70 % от массы всех сухих кормов), жмыхи (8—12 %), сухие животные корма — рыбную и мясо-костную муку (3—5 %), сухие дрожжи (1—3 %), корнеплоды, травяную муку, минеральные корма и витамины. В странах с развитым птицеводством для кур разных возрастов комбикормовая промышленность выпускает готовые полнорационные комбикорма.

## Размножение

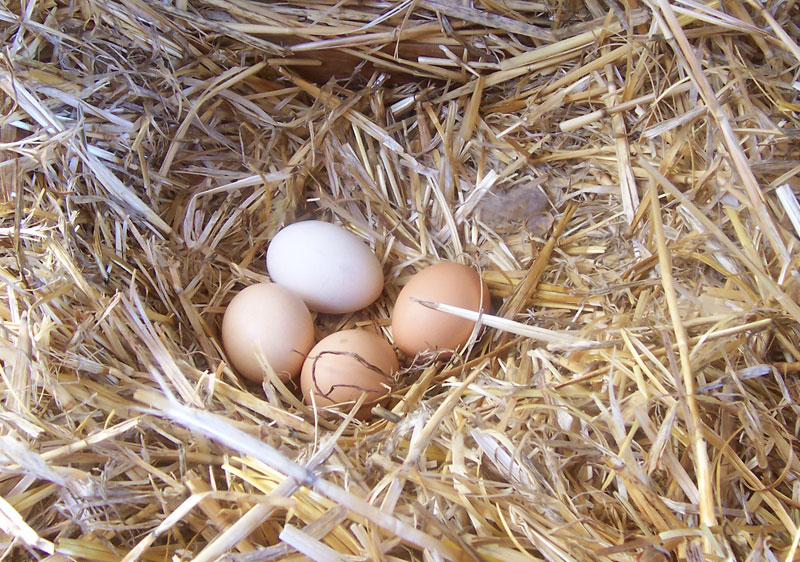
Куриные яйца различаются по цвету в зависимости от породы, а иногда и от курицы, обычно от ярко-белого до оттенков коричневого и даже синего, зелёного, светло-розоватого и недавно зарегистрированного пурпурного (встречается в Южной Америке) (разновидности Араукана).

В прошлом при содержании кур тяжёлых пород (брама, кохинхин) на петуха полагали достаточным от 15 до 20 кур, для кур более лёгких пород и живого темперамента — от 30 до 50, а иногда и до 100. Наилучшим возрастом для спаривания считался 1 год. Кладка яиц начиналась с января; с марта, с наступлением тёплых дней, она усиливалась и делалась регулярнее; наивысшей интенсивности достигала в апреле, мае и июне; кончалась с наступлением линьки. После снесения от 20 до 50 яиц куры начинали насиживание. В гнездо клали от 10 до 15 яиц, смотря по величине наседки. Насиживание продолжалось три недели. При разведении кур ненасиживающих пород, а также в больших хозяйствах, где выводилось много цыплят, наседки с успехом заменялись инкубаторами.
В настоящее время половое соотношение в племенном стаде — один петух на 8—12 кур. Половая скороспелость кур (возраст ко времени снесения первого яйца) — 5—6 месяцев. Линька у хороших несушек продолжается 2—3 недели, у плохих — два месяца и более. После окончания линьки яйцекладка при хороших условиях кормления и содержания возобновляется. Куры способны нести яйца приблизительно в течение 10 лет. В промышленных хозяйствах экономически выгодно использовать кур только в течение первого года яйцекладки, так как яйценоскость с возрастом снижается на 10—15 % в год; в племенных хозяйствах — 2—3 года, причём на 2—3-й год оставляют только высокопродуктивную птицу. Племенное стадо обычно состоит на 55—60 % из молодок, на 30—35 % из двухлеток и на 10 % из трёхлеток. Петухов используют до двух лет, наиболее ценных — до трёх лет.
Для получения пищевых яиц кур можно содержать без петухов, поскольку самки способны нести неоплодотворённые яйца. Для снесения курицей яйца оплодотворение его спермой петуха необязательно, а селекция кур на высокую яйценоскость позволяет получать от несушек большое количество пищевых неоплодотворённых яиц практически в течение всего года. Кроме того, в результате длительной селекции инстинкт насиживания у большинства кур культурных пород развит слабо. Инкубацию яиц и вывод молодняка проводят в инкубаторах. При инкубации всех годных для вывода яиц от каждой курицы можно получить несколько десятков цыплят. Период эмбрионального развития цыплёнка в среднем равен 21 суткам, при этом рост куриного эмбриона в течение инкубации можно описать параболической моделью.

## Выращивание молодняка

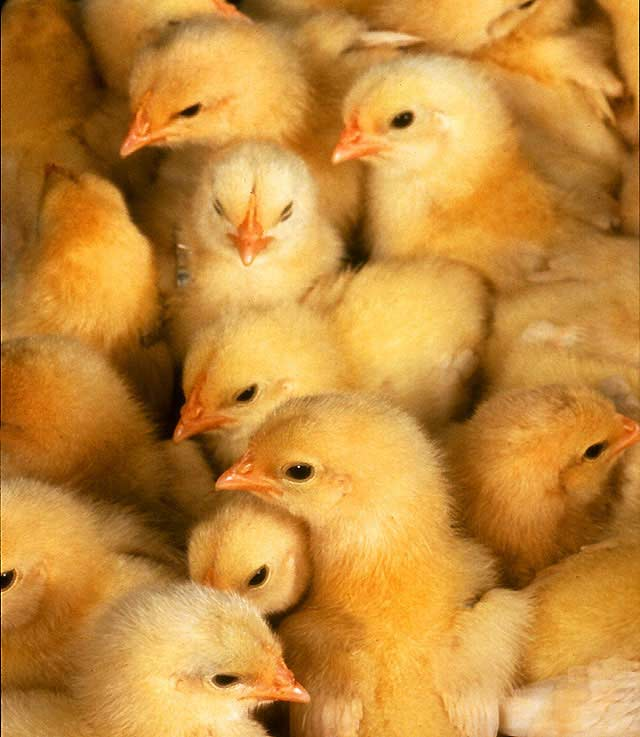
Цыплята

В домашних хозяйствах вылупившихся цыплят оставляют с матерью в тёплом помещении; через неделю, если стоит тёплая погода, их переводят на двор. Цыплят везде кормят разнообразным и самым питательным кормом: круто сваренными и изрубленными яйцами, пшённой, гречневой, рисовой кашей и т. п. Весь период роста цыплят до полного его сформирования разделяют на две фазы: 1) от вылупления до 3-месячного и 2) от 3-месячного до 6-месячного возраста. В первой фазе преобладает первичное, а в последней — вторичное оперение. Сообразно этим фазам развития изменяется и корм. Подрастающим цыплятам, по мере того как крепнет и развивается их организм и вместо пуха их тело покрывается пером, а хрящи преобразуются в кости (1-я фаза), постепенно нужно уменьшать дачу мягкого корма и заменять его сухим или пареным зерном с прибавкой костяной муки. Далее, когда первичное оперение заменится вторичным (2-я фаза), их переводят на грубое нешелушёное зерно.
К шестимесячному возрасту средний (по величине и скороспелости) цыплёнок имеет вполне развитый скелет и оперение и считается уже вполне сформированной особью. С наступлением осени приступают к браковке. Часть лучших (по величине, здоровью, развитию) оставляют на племя, остальные предназначаются к убою или предварительно к откармливанию. В прошлом в некоторых странах, преимущественно в Англии и Америке, петушков, назначенных к откорму, кастрировали. Таких петухов называли «каплун», а процесс «каплунированием».

## Откорм
В прежнее время для откармливания употребляли все те же сорта зернового корма, которые давали курам и в обыкновенное время, но преимущественно же в виде муки, замешанной в более или менее жидкое тесто. Большую роль при откорме играли молоко и сало; первое придавало мясу нежность и белизну, второе способствовало более быстрому ожирению. Летом кур откармливали две недели. Тощих кур сперва заправляли на сухом корме, затем сажали их в откормочные ящики, где куры были лишены движения, и потому их откармливание шло быстрее. В первое время куры с жадностью набрасывались на мягкий корм, но по мере их ожирения нужно было прибегать или к возбуждающим аппетит различным пряностям, или к насильственному кормлению жидким кормом, вливаемым в зоб до его наполнения, или к проталкиванию катышков из крутого теста. Откормленные куры достигали массы 3,6 кг.

## Люди и куры

### Хозяйственное значение
Куры являются самой распространённой домашней птицей в мире: в 2003 году их популяция составила 24 млрд особей. Куроводство играет значительную роль не только в сфере птицеводства, но и вообще сельского хозяйства, доставляя питательные и недорогие пищевые продукты (мясо и яйца), а также пух, перья и ценное удобрение (помёт). Для производства яиц и мяса кур на промышленной основе созданы крупные птицефабрики и специализированные птицеводческие хозяйства.
По данным И. Акимушкина, в 1989 году содержалось более 3 миллиардов кур во всем мире.
В начале XXI века глобальная популяция домашних кур составляет около 22 млрд особей, курица стала самым многочисленным видом не только птиц, но сухопутных позвоночных в целом. Ежегодно люди выращивают и съедают около 60 млрд кур.

В мире известно (2000 год) более 700 пород кур, однако 32 куриные породы считаются вымершими и 286 — находящимися на грани исчезновения. В России имеется около 100 пород кур отечественного происхождения и селекции, часть из которых утрачена.

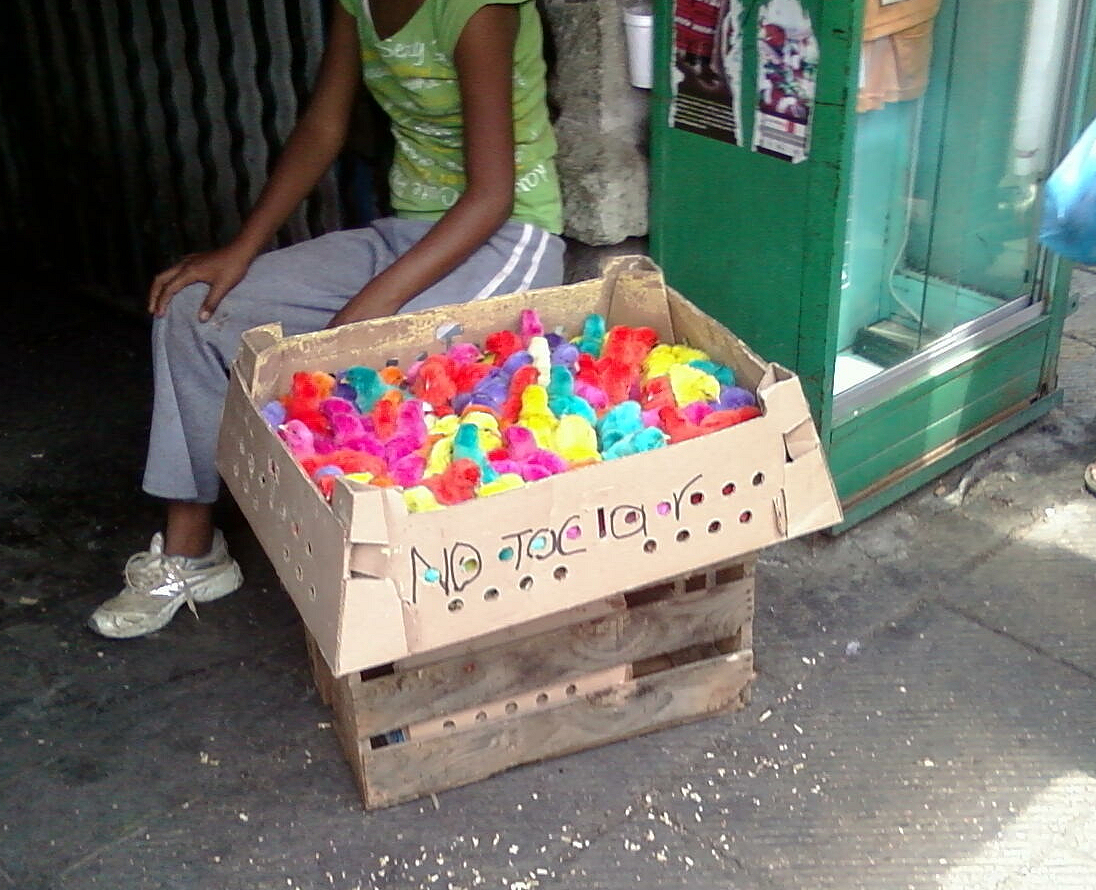
Торговля цветными цыплятами в Оахаке, Мексика.

- Крупнейшими экспортерами курятины являются США (3,026 млн т) и Бразилия (3,00 млн т).
- Крупнейшие импортеры: Россия — 1,22 млн т, Китай — 0,87 млн т, Саудовская Аравия — 0,43 млн т, Мексика — 0,37 млн т, Япония 0,35 млн т[30].

### История куроводства в России[14]
В дореволюционной России в Москве и Петербурге, где наиболее хорошо оплачивались зимние свежеснесённые яйца, яичные породы разводили мало: наиболее полезны были куры, хорошо несущиеся только зимой и способные переносить содержание в тесных помещениях (плимутрок, лангшан, виандот, брама, Кохинхин). По окончании зимы их продавали или на мясо, или в качестве наседок, цена которым в марте и апреле доходила до 5 рублей. Торговля яйцами и разведение кур для получения яиц в России с каждым годом развивались.
Если для производства яиц годились куры разнообразного строения и свойств (например, лёгкие стройные гамбургские, с одной стороны, и тяжёлые неуклюжие брама и кохинхинки, с другой), то для производства мяса были пригодны куры определённого строения тела и определённого темперамента. Для этой цели использовали мясных, или столовых, кур, главная особенность которых, отличающая их от других пород, — особое устройство грудной кости, благодаря которому грудь была широкой, полной и выдающейся вперед. На такой груди наращивалось больше мяса (которое именно и ценилось у столовых кур), чем на груди у кур других пород. К столовым курам относили три известные породы: доркинг, гудан и кревкер; кроме того, флешская и бойцовая. Последним двум, впрочем, недоставало скороспелости. Цыплята мясных пород уже в 4-месячном возрасте достигали 2,7 кг веса, вполне годились для откармливания и продавались по высоким ценам.
Вблизи города Ростова Ярославской губернии ежегодно с сентября по февраль крестьянами откармливалось до 100 тысяч петухов и кур. В среднем от одной курицы в год получали: 12—20 цыплят, 60—80 (от простой при примитивных условиях содержания) до 200 (от культурной) яиц, 0,3 кг пера трёх сортов и до 6,3 кг помёта.
Мясные породы считались нежными, трудно переносили неблагоприятные климатические условия; в особенности гибло много цыплят. Поэтому они требовали старательного ухода и хорошей питательной пищи. Указанные недостатки избегались при скрещивании столовых кур с другими более выносливыми породами, к которым относили плимутрок, орпингтон, виандот, лангшан. Перечисленные породы отличались общей производительностью, были рослы, крепки, хорошо неслись, могли откармливаться в тесных помещениях, сами насиживали и выводили цыплят. Эти свойства объясняли их широкое распространение среди хозяев любителей. Как лучшие наседки известны были брама и кохинхинки, как крупные — брама, кохинхинки, лангшан, доркинг и флешь.
В царской России главная масса кур содержалась крестьянами. Эти куры были беспородны и содержались самым примитивным образом. В течение целого лета они фуражировали, собирая червей, семена сорных трав и только осенью получали зерно в достаточном количестве. Зимой они довольствовались сорным зерном, отрубями, а зачастую и парёной мякиной. Русские куры обладали весьма небольшим ростом и массой: самки — 1,4 кг, петухи — 2 кг. Они не могли считаться столовой пищей, тем более, что из-за плохого содержания и ухода имели жёсткое и сухое мясо. Их яйценоскость также была невелика: начинали нестись поздно и давали в год не более 70 яиц. Для откармливания были мало пригодны благодаря своей дикости, малой величине и плохому мясу. Улучшенная русская курица, выведенная тщательной браковкой, весила уже 2,3 кг и неслась лучше, а также давала хороших гибридов при скрещивании с культурными породами гамбургского и бойцового типа, доминикской и малайской.

### Куры как элемент культуры
Домашние куры и петухи являются значимым элементом русской культуры, используются в фольклоре, народных сказках и литературных произведениях, где являются в том числе и главными героями («Курочка Ряба», «Петушок — золотой гребешок», «Кочеток и Курочка», «Сказка о золотом петушке» А. С. Пушкина и др.), в пословицах и поговорках («Цыплят по осени считают», «Цыплята (яйца) курицу не учат», «Прокукарекал — а там хоть не рассветай», «Курица не птица — Болгария не заграница», «Как кур во щи (в ощип) попасть», «Пока жареный петух не клюнет», «Пишет — как курица лапой» и т. д.), в народных песнях (например, «Цыплёнок жареный», «Когда куры в огороде»).
Куры и петухи — неотъемлемый элемент в культурах других стран и народов. Петух — национальная птица Франции и Кении (неофициально). В США курица породы красный род-айланд выбрана официальным птичьим символом штата Род-Айленд, а петух голубой породы (Delaware Blue Hen) — штата Делавэр. Куры или петухи признаны символами многих городов (например, Кадзуно в Японии и Ки-Уэст в США) и других поселений и помещены на их гербы. По сведениям А. Нумерова, домашние или банкивские куры запечатлены на монетах 16 стран и являются абсолютными лидерами среди отдельных видов птиц, изображаемых на монетах.

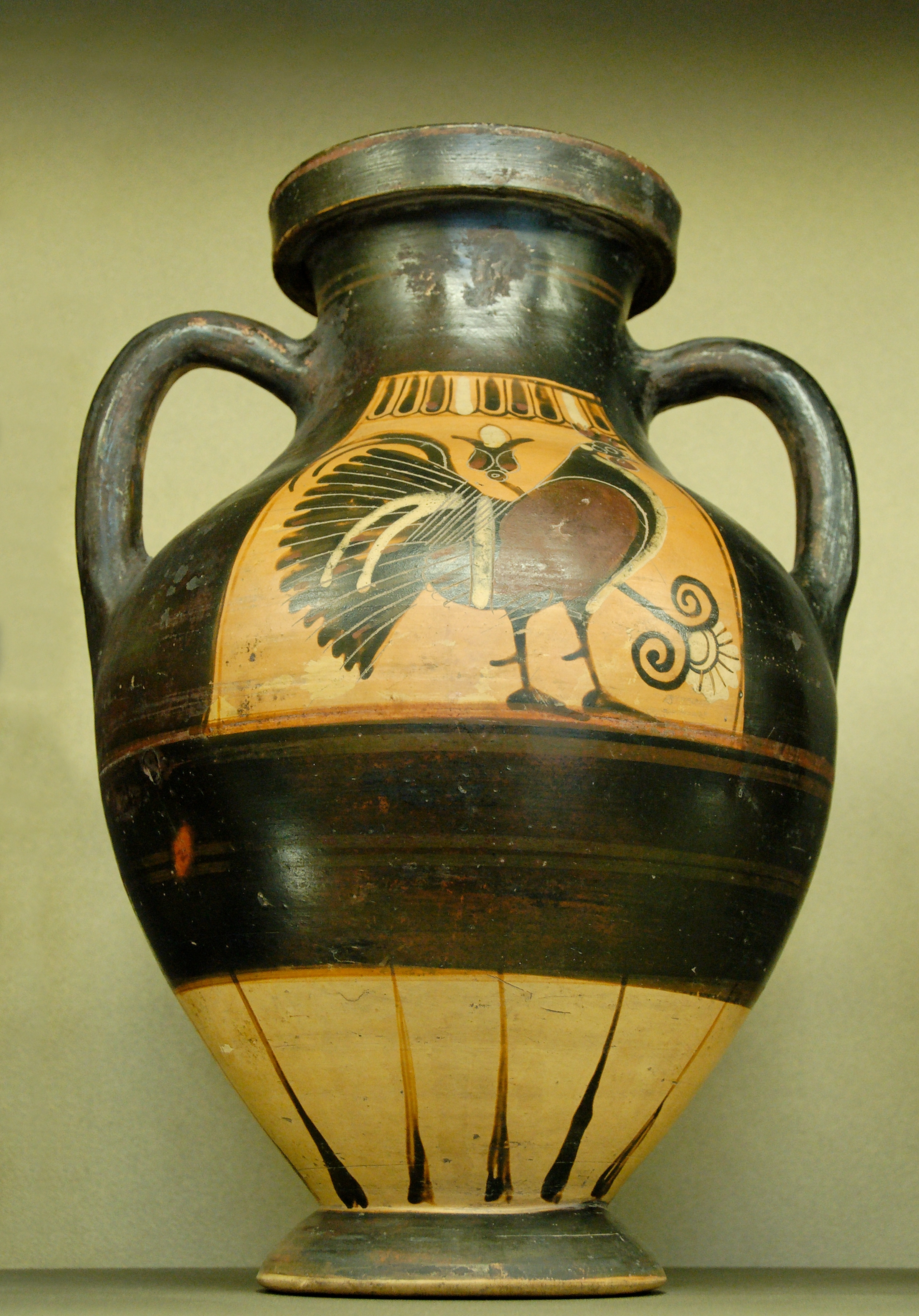
Петух на позднекоринфской амфоре (около 575—550 до н. э.)
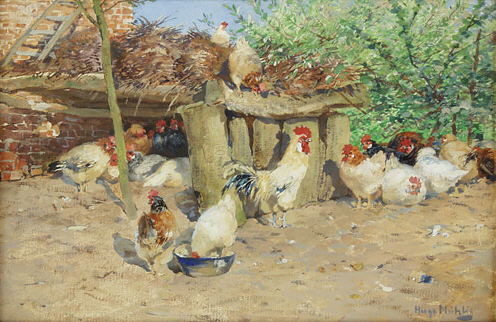
Птичий двор (картина Гуго Мюлига[англ.] (1854—1929)
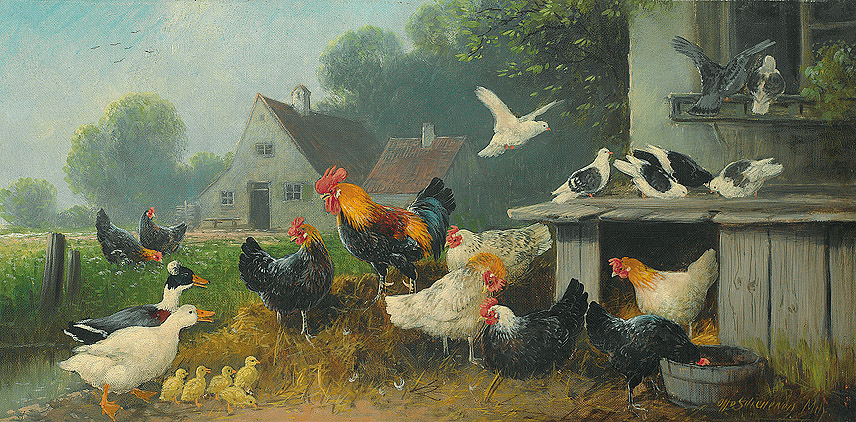
Птичий двор с утками, голубями, цыплятами, курами и петухом (картина Отто Шойерера (нем. Otto Scheuerer), 1862—1934)
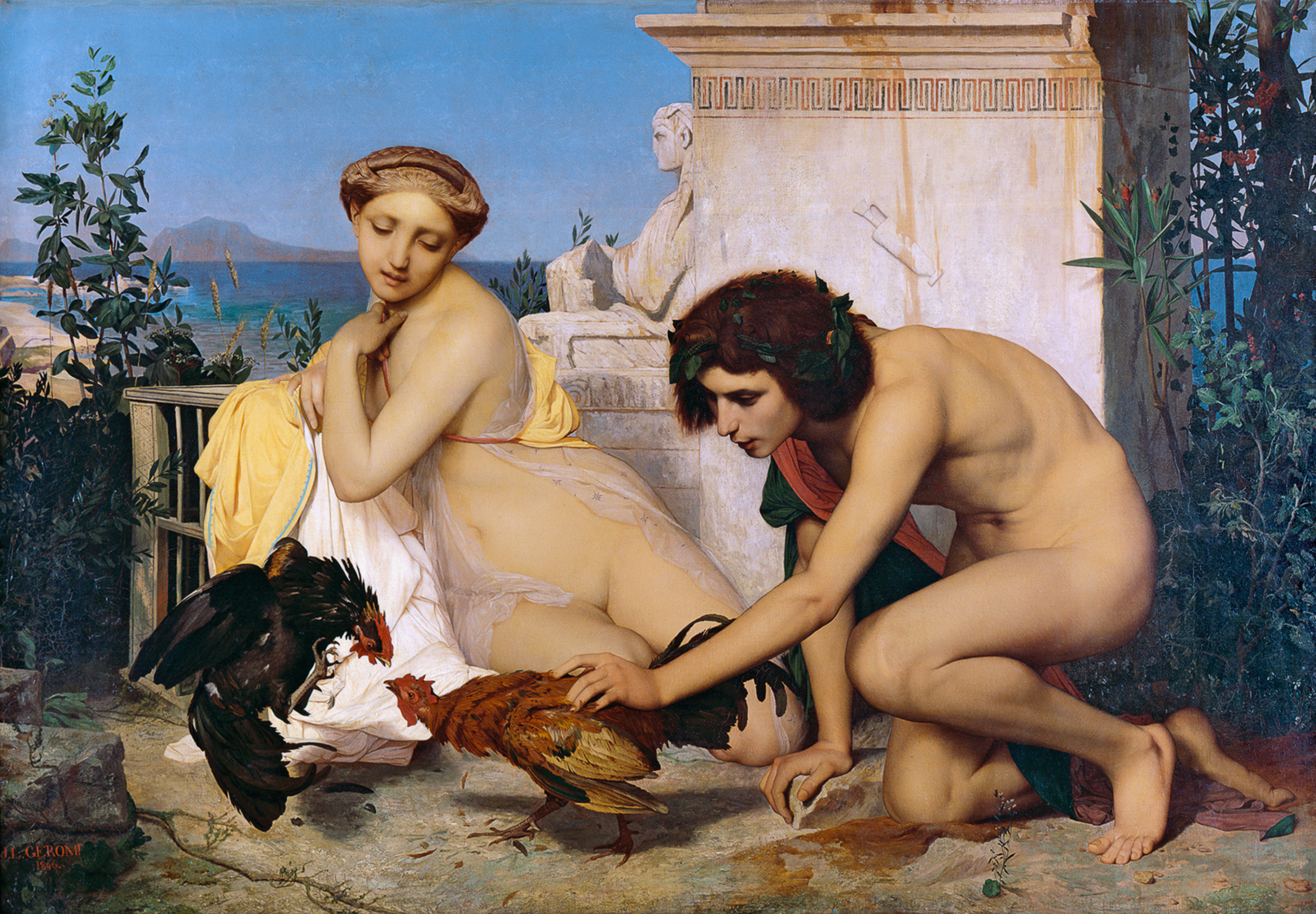
Бой петухов (картина Жана-Леона Жерома (фр. Jean-Léon Gérôme), 1824—1904)
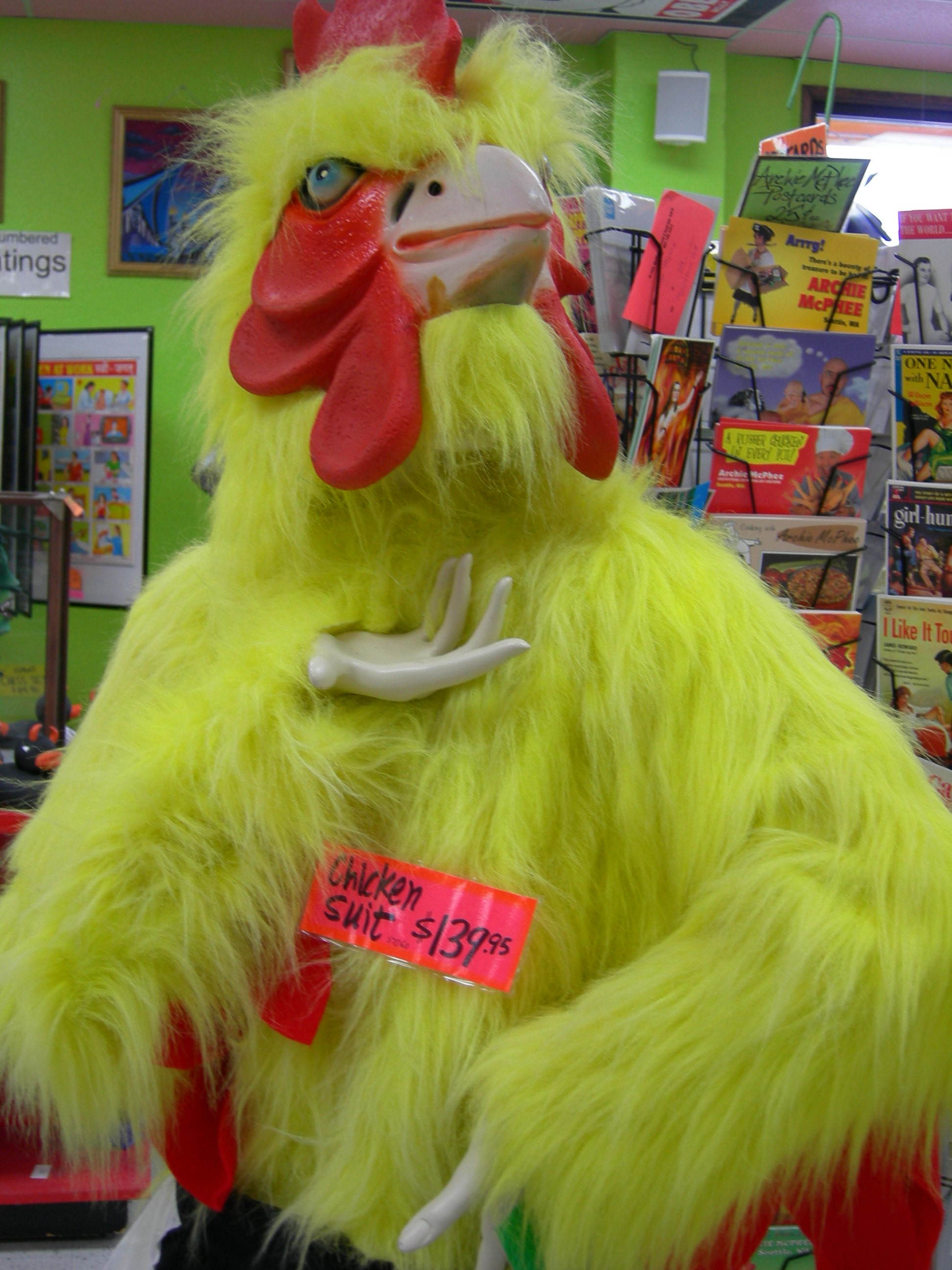
Костюм курицы в магазине «Archie McPhee» (Сиэтл, США)
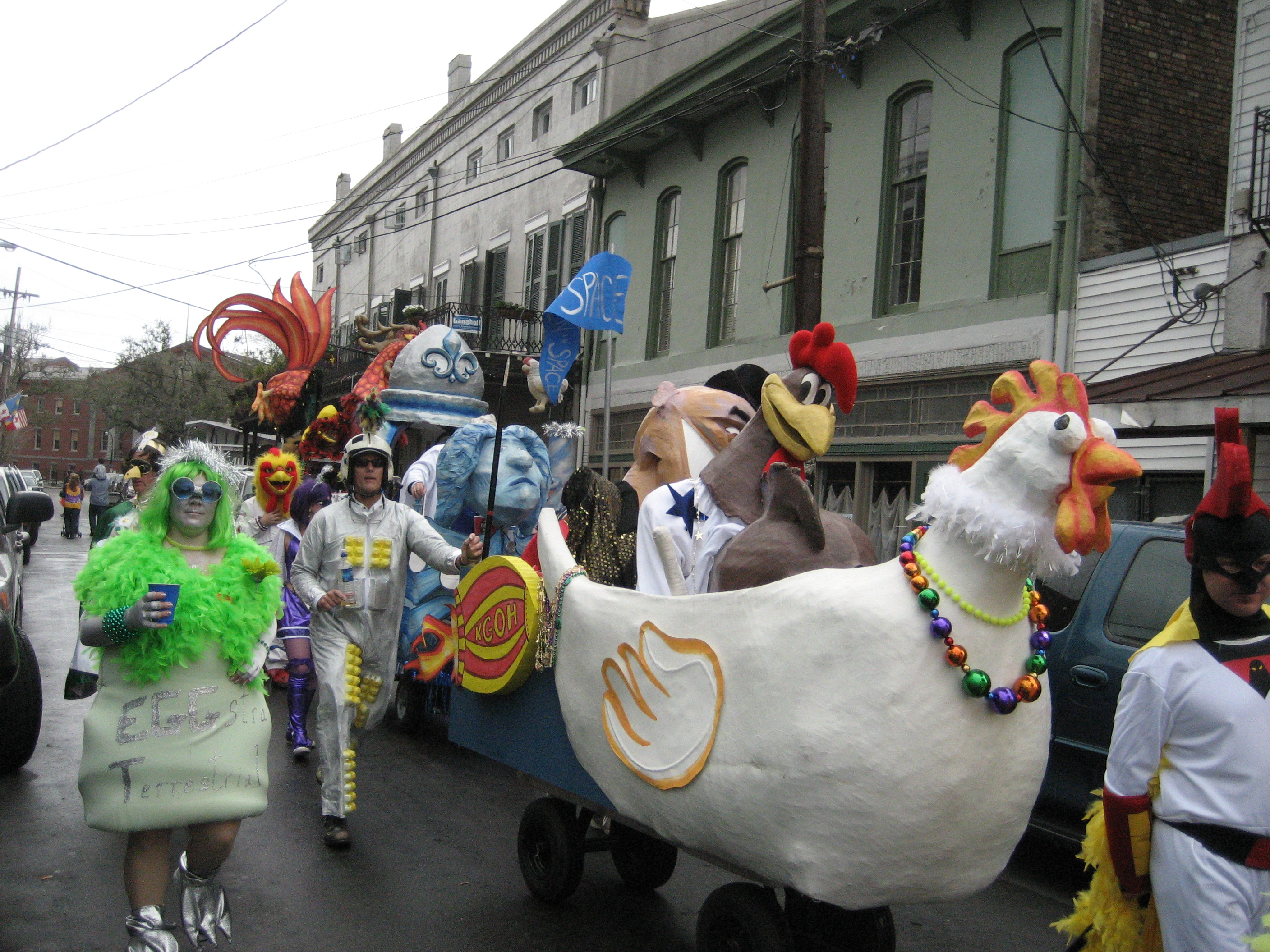
«Куриная» группа на параде Марди Гра (Новый Орлеан, США)
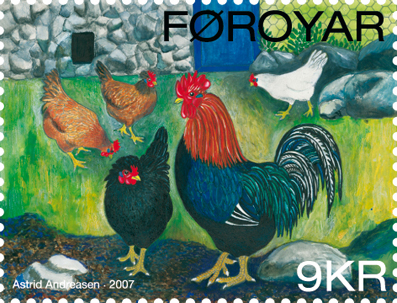
Куры на почтовой марке Фарерских островов (2007)
Герб села Вогюэ (Ардеш, Франция)

Куры широко представлены в современных компьютерных играх.

## Генетика

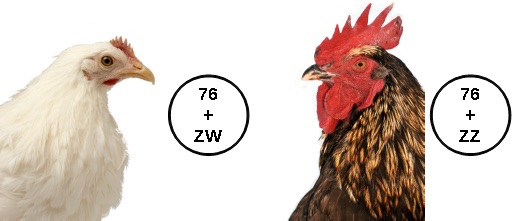
Кариотип и ZW-определение пола у курицы: у самки — половые Z- и W-хромосомы, у самца — две Z-хромосомы; 76 аутосом присутствуют у обоих полов

Кариотип курицы, представленный макро- и микрохромосомами, изучают методом FISH

Курица — наиболее распространённый среди птиц лабораторный объект, один из основных модельных организмов в классической и современной генетике. Используется для анализа мутационного процесса, составления карт сцепления генов и так далее. Куриный эмбрион является классической культуральной средой в вирусологии.
Кариотип: 78 хромосом (2n).
Молекулярная генетика
- Депонированные нуклеотидные последовательности в базе данных EntrezNucleotide, GenBank, NCBI, США: 884 453 (по состоянию на 15 февраля 2015).
- Депонированные последовательности белков в базе данных EntrezProtein, GenBank, NCBI, США: 53 250 (по состоянию на 15 февраля 2015).

Курице — как генетически наиболее изученному виду среди всех птиц — принадлежит бо́льшая часть депонированных последовательностей в классе Aves.
С помощью микросателлитных и других генетических маркеров проводят исследования генетического разнообразия, филогенетического родства и эволюционных взаимоотношений между породами и популяциями домашних кур и внутри рода Gallus в целом (включая дикого предка кур — банкивскую джунглевую курицу).
Геном: 1,25 пг (C-value).
Курица стала первой птицей и первым домашним животным, для которых были построены генетическая и физическая карты и секвенирована полная геномная последовательность (в 2004 году). Приоритет в построении первой генетической карты курицы и её опубликовании в 1930 году принадлежит советским русским учёным А. С. Серебровскому и С. Г. Петрову.
ДНК домашней и банкивской джунглевой куриц использована при создании молекулярно-генетических карт, микросателлитных и других генетических маркеров, геномных БАК-библиотек и для полного секвенирования вида Gallus gallus.
Благодаря лучшему среди всех секвенированных видов птиц качеству сборки, осуществлённой на хромосомном уровне, геном G. gallus служит «эталоном» для сравнения с другими геномами, в частности, в сравнительной геномике для выяснения эволюции птичьих геномов и позвоночных животных в целом. Куриный геном также включён в ряд общих и специализированных геномных браузеров.

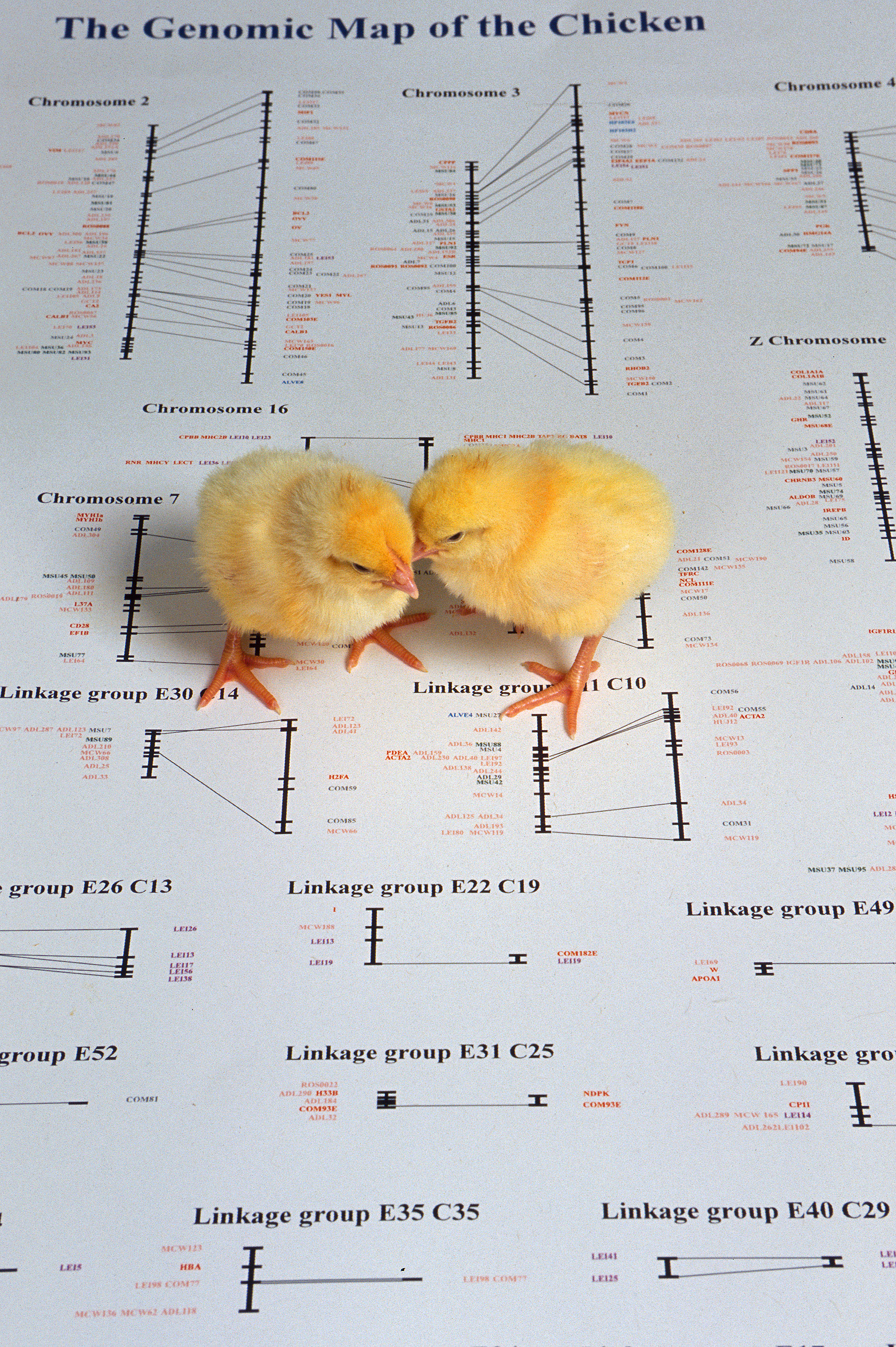
Генетическая карта куриного генома
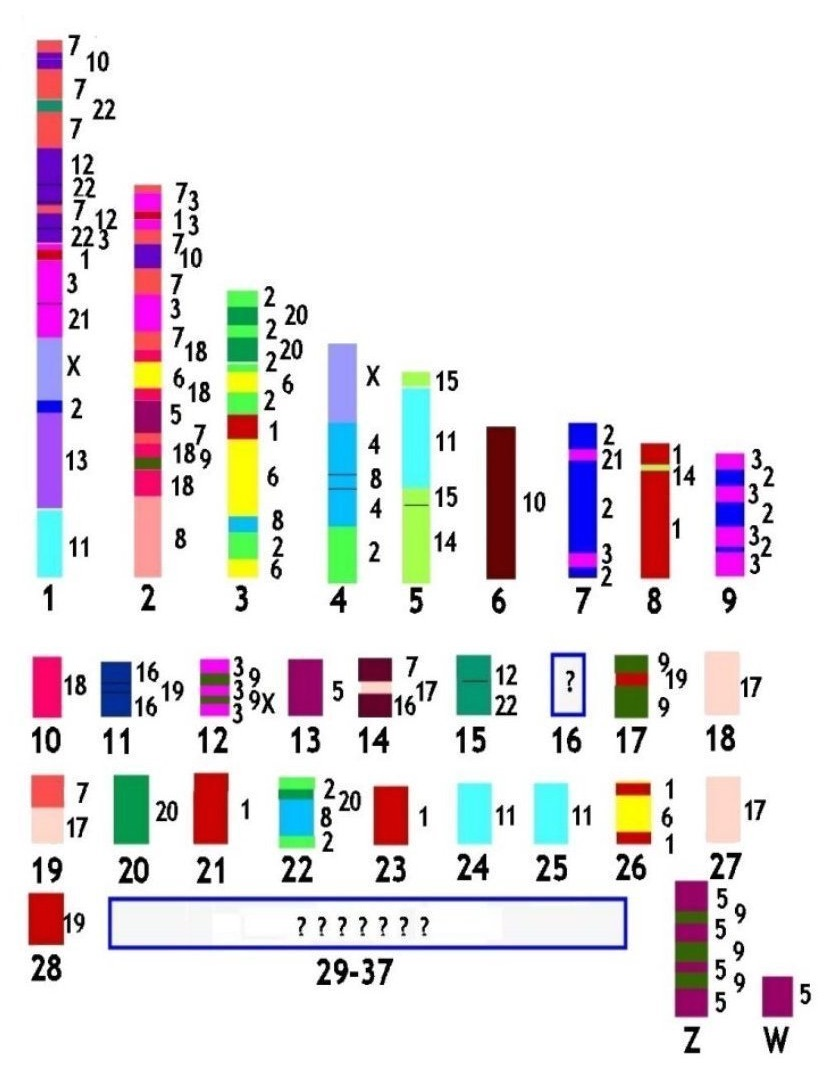
Сравнительная карта хромосом курицы и человека. Разными цветами показаны участки хромосом человека (пронумерованы с правой стороны от каждой соответствующей хромосомы), гомологичные хромосомам курицы

## Комментарии
1. ↑  Неправильное употребление термина (англ. misnomer). По современной классификации домашняя курица не является отдельным подвидом банкивской курицы (Gallus gallus) или видом, а считается лишь одомашненной формой вида G. gallus.
2. ↑  Этой точки зрения придерживался, например, независимый автор Уильям Плант: Corti E., Romanov M. William Plant – Obituary (англ.) // World's Poultry Science Journal : журнал. — Cambridge, UK: World's Poultry Science Association; Cambridge University Press, 1997. — Vol. 53, no. 1. — P. 99–100. — ISSN 0043-9339. Архивировано 21 октября 2020 года. (Дата обращения: 21 октября 2020)
3. ↑  См., например: Wood-Gush D. G. M. A history of the domestic chicken from antiquity to the 19th century // Poultry Science[нидерл.]. — 1959. — Vol. 38. — P. 321—326. (англ.)
4. ↑  См. обзор Daniele Focosi «Multicellular Eukarya Genome Sequencing Projects». Архивная копия от 16 апреля 2009 на Wayback Machine (англ.) (недоступная ссылка). Информацию о самых ранних свидетельствах одомашнивания кур компилировал также У. Плант (см. Corti, Romanov, 1997).
5. ↑  См. подробнее об этом в книге: Птицеводство России. История. Основные направления. Перспективы развития / М. Г. Петраш, И. И. Кочиш, И. А. Егоров и др. — М.: Колос, 2004. — 297 с.
6. ↑  См. соответствующую статью в Викисловаре.
7. ↑  См. статью Список символов штатов США (птицы).
8. ↑  См. статью А. Нумерова «Птицы на монетах». Архивная копия от 16 января 2013 на Wayback Machine.
9. ↑  См. рисунок, Архивная копия от 24 сентября 2015 на Wayback Machine изображающий карту Серебровского и Петрова, который был опубликован в статье «К составлению плана хромосом домашней курицы» (1930). (Дата обращения: 15 февраля 2015). Архивированная копия. Дата обращения: 17 сентября 2006. Архивировано 15 февраля 2015 года.